# Nesta Cooper
Nesta Marlee Cooper (Mississauga, 11 de diciembre de 1993) es una actriz canadiense conocida por sus papeles de Dani Barnes en Reality High, Shannon en The Edge of Seventeen, Carly Shannon en la serie canadiense de ciencia ficción Travelers y Haniwa en la serie web de drama y fantasía producida para Apple TV+ See.

## Biografía
Nesta Cooper nació el 11 de diciembre de 1993, en Mississauga, Ontario (Canadá). A la edad de siete años, se mudó a Courtenay en la Columbia Británica, con sus padres. Después de terminar la escuela secundaria, se mudó a Vancouver para tener más oportunidades cinematográficas, allí se inscribió en una agencia y poco después, comenzó a ir a audiciones.
Su primer papel televisivo fue en 2013, cuando apareció en dos episodios de la serie Cult. Su primer papel cinematográfico fue en 2015 en la película de thriller psicológico y western canadiense-estadounidense dirigida por Lawrence Roeck, Diablo. Entre 2013 y 2016, ha aparecido como invitada en varias series de televisión, incluidas Girlfriends' Guide to Divorce, Supernatural, The Returned, Heroes Reborn, The Magicians, The 100, entre otras. En 2016, fue elegida para su primer papel protagonista en la serie Travelers donde interpretaba el papel de una madre soltera llamada Carly Shannon que estaba en una relación abusiva.
En 2015, obtuvo su primer papel en el cine en la película de thriller psicológico y western canadiense-estadounidense Diablo, al año siguiente, apareció en The Edge of Seventeen, junto a la actriz Hailee Steinfeld. En 2017, apareció en la popular película de Netflix. Reality High como Dani Barnes. En 2018, trabajó como actriz de voz en la serie de televisión de aventuras de animación por ordenador, Spy Kids: Mission Critical, basada en la popular franquicia Spy Kids.
En 2019, fue seleccionada para trabajar en la serie web de drama producida para Apple TV+ː See, donde interpreta a Haniwa, la hija de Baba Voss y Maghra, y la hija biológica de Jerlamarel, quien también tiene la habilidad de ver. Orgullosa, decidida y fuerte, se vuelve más rebelde que su hermano mellizo Kofun, y más curiosa sobre sus verdaderos orígenes.
En 2024 protagonizó la película de drama legal estadounidense, Kemba, escrita por Christine Swanson y dirigida por Kelley Kali. La película está basada en la historia real de Kemba Smith, una estudiante universitaria acusada de cómplice de los delitos de tráfico de drogas de su novio universitario y que en 1994 fue sentenciada a 24,5 años de prisión en una cárcel federal.

## Filmografía

### Películas
| Año  | Título                 | Papel           | Notas                          | Ref.   |
| ---- | ---------------------- | --------------- | ------------------------------ | ------ |
| 2015 | Diablo                 | Rebecca Carver  |                                | [ 9 ]  |
| 2016 | The Edge of Seventeen  | Shannon         |                                |        |
| 2017 | Barbie Video Game Hero | Gaia (voz)      | Película animada por ordenador |        |
| 2017 | Curious Females        | Nikki           | Cortometraje                   |        |
| 2017 | Reality High           | Dani Barnes     |                                |        |
| 2018 | The Miracle Season     | Lizzie Ackerman |                                |        |
| 2021 | Bliss                  | Emily Wittle    |                                |        |
| 2023 | Cold Copy              |                 |                                | [ 14 ] |
| 2024 | Kemba                  | Kemba Smith     |                                | [ 12 ] |
| 2024 | Turn Me On             | Samantha        |                                | [ 15 ] |

### Televisión
| Año       | Título                        | Papel                    | Notas                                  | Ref.   |
| --------- | ----------------------------- | ------------------------ | -------------------------------------- | ------ |
| 2013      | Cult                          | Joven Sakelik            | 2 episodios                            |        |
| 2013      | The Haunting Hour: The Series | Lizzie                   | Episodio: «Dead Bodies»                |        |
| 2014-2015 | Girlfriends' Guide to Divorce | Profesora                | 2 episodios                            |        |
| 2015      | Supernatural                  | Barmaid                  | Episodio: «There's No Place Like Home» |        |
| 2015      | So You Said Yes               | Joven novia              | Telefilme                              |        |
| 2015      | The Returned                  | Megan                    | 2 episodios                            |        |
| 2015      | Heroes Reborn: Dark Matters   | Dahlia                   | 2 episodios                            |        |
| 2015      | Unreal                        | Assistant Molly          | 2 episodios                            |        |
| 2015      | Ties That Bind                | Liz                      | Episodio: «It Doesn't Show»            |        |
| 2015-2016 | Heroes Reborn                 | Dahlia                   | 4 episodios                            |        |
| 2016      | The Magicians                 | Gretchen                 | Episodio: «The Strangled Heart»        |        |
| 2016      | Motive                        | Stacey Edmonds           | Episodio: «The Scorpion and the Frog»  |        |
| 2016      | The 100                       | Shay                     | Episodio: «Red Sky at Morning»         |        |
| 2017      | S.W.A.T.                      | Desiree Watson           | Episodio: «Imposters»                  |        |
| 2016-2018 | Travelers                     | Carly Shannon            | Papel principal; 34 episodios          | [ 3 ]  |
| 2018      | Spy Kids: Mission Critical    | Claudia «Scorpion» Floop | Papel principal; 20 episodios (voz)    | [ 10 ] |
| 2018      | Supergirl                     | Tanya                    | 2 episodios                            |        |
| 2019      | Where's Waldo                 | Anesu                    | Episodio: «Victoria Falls & Winters»   |        |
| 2019-2022 | See                           | Haniwa                   | Papel principal; 16 episodios          | [ 4 ]  |
| TBA       | Sinking Spring                | Michelle                 | Miniserie; 8 episodios                 | [ 16 ] |